# Новица Радовић
Новица Радовић (Мартинићи, 1890 — Цетиње, 1945) био је један од вођа Божићне побуне у даниловградском крају. За вријеме Другог свјетског рата био је политички савјетник команданта Ловћенске бригаде Крста Зрнова Поповића.

## Животопис
Новица Радовић је био члан зеленашког покрета послије Првог свјетског рата. Након пораза зеленашиких снага, Радовић је отишао у Албанију, а из ње у Италију, гдје се прикључио црногорској војсци у егзилу и тамо 1920. постао начелник информативног одјељења главног штаба.
Послије указа владе Краљевине СХС о амнестији црногорске емиграције, Радовић је још неко вријеме остао у Италији због школовања.
У земљу се вратио 1925, доселио се у Београд гдје је ухапшен због својих одмјетничких акција и послат на робију у колашински затвор због оптужнице за тешка кривична дјела против државе на основу које је и осуђен на 20 година затвора. Премјештен је у зенички затвор из кога је након 9 година пуштен на слободу.
По изласку из затвора, настанио се у Подгорици, гдје је приватно радио као професор. У политички живот се укључио као члан Црногорске федералистичке странке. Писао је публицистичке текстове политичког караткера у Зети, гласилу ЦФН. У штампарији Дукађин у Пећи објавио је 1938. своје значајно дјело „Црна Гора на савезничкој голготи“ која говори о политичким догађајима у то вријеме, о губљењу црногорске државности и српском идентитету Црне Горе.
Послије Рапалског споразума и промјене италијанског држања према црногорској политичкој емиграцији, Радовић је са неповјерењем гледао на Италију и заступао што мање италијанско уплитање у питање обнове црногорске државе. Међутим, како је Мусолинијева Италија чврсто стремила стварању државне творевине у Црној Гори која би у потпуности зависила од ње, увидио је неодрживост тог става.
За вријеме Другог свјетског рата, био је један од водећих црногорских сепаратиста и колаборациониста са Италијанима. Разочарао се у Италијане и оптужио их је за увођење војног окупацијског режима умјесто стварања обећане суверене и независне Црне Горе, и одвајање важних црногорских подручја од државе и њихово припајање Албанији, што је дијелом и довело до устанка у јулу 1941. године. Због колаборације са Италијанима током Другог свјетског рата стрељали су га партизани 1945. године.

## Црногорско српство Новице Радовића
Из књиге Новице Радовића Црна Гора на савезничкој голготи видимо да је он по националности Србин који се само противио начину сједињења Србије и Црне Горе. Крфску декларацију сматра (стр. 101.) првим атаком на суверенитиет Црне Горе, јер Црна Гора није имала свог представника у доношењу ове декларације, нити се њу ишта питало о њеној судбини. Радовић (стр. 109.) пише: двјема краљевинама истог народа... двије српске државе..., чиме доказује да је Црну Гору сматрао још једном државом српског народа. Радовић наводи и податак (стр. 110.): Сад би званична Србија, односно Пашић да се ретерира. Повратио би се на споразумно, путем уговора уједињења, не би хтио да се врши насиље на народ црногорски и краља Николу, пошто зна да је свак у Црној Гори за уједињење од краљевске палате до колибе... Ловћен спомиње као простор на коме се 5 вјекова чувао барјак, свето знамење српске слободе (стр. 133.). Петар Пешић му је велики грешник који је довео до капитулације и уништења Црне Горе и који је посијао клицу мржње једног истог народа (стр. 136).